# چرتو گویدی
چرتو گویدی (به ایتالیایی: Cerreto Guidi) یک کومونه در ایتالیا است که در استان فلورانس واقع شده‌است.

## خصوصیات
چرتو گویدی ۴۹٫۳ کیلومترمربع مساحت و ۱۰٬۱۲۶ نفر جمعیت دارد و ۱۲۳ متر بالاتر از سطح دریا واقع شده‌است.